# Regionalliga Nordost 2014-15
La temporada 2014/15 de la Regionalliga Nordost fue la 15.ª edición de la Cuarta División de Alemania. La fase regular comenzó a disputarse el 1 de agosto de 2014 y terminó el 24 de mayo de 2015.

## Sistema de competición
Participaron en la Regionalliga Nordost 16 clubes que, siguiendo un calendario establecido por sorteo, se enfrentaron entre sí en dos partidos, uno en terreno propio y otro en campo contrario. El ganador de cada partido obtuvo tres puntos, el empate otorgó un punto y la derrota, cero puntos.
El torneo se disputó entre los meses de agosto de 2014 y mayo de 2015. Al término de la temporada, el primero clasificado jugó un partido de Play-Off contra otro campeón de otra Regionalliga mediante sorteo y el ganador ascendió a la 3. Liga de la próxima temporada, el último descendió a la Oberliga.

## Clubes Participantes
| Club                     | Ciudad      | Estadio                         | Aforo  |
| ------------------------ | ----------- | ------------------------------- | ------ |
| 1. FC Magdeburg          | Magdeburg   | MDCC-Arena                      | 27.250 |
| 1. FC Union Berlin II    | Berlín      | Friedrich-Ludwig-Jahn-Sportpark | 19.708 |
| Berliner AK 07           | Berlín      | Poststadion                     | 12.000 |
| BFC Viktoria 1889        | Berlín      | Stadion Lichterfelde            | 4.300  |
| Dynamo de Berlín         | Berlín      | Sportforum Hohenschönhausen     | 12.400 |
| FC Carl Zeiss Jena       | Jena        | Ernst-Abbe-Sportfeld            | 12.990 |
| FSV Budissa Bautzen      | Bautzen     | Stadion Müllerwiese             | 5.000  |
| FSV Wacker 90 Nordhausen | Nordhausen  | Albert-Kuntz-Sportpark          | 8.088  |
| FSV Zwickau              | Zwickau     | Sportforum Sojus 31             | 3.615  |
| Hertha BSC II            | Berlín      | Amateurstadion                  | 5.400  |
| SV Babelsberg 03         | Potsdam     | Karl-Liebknecht-Stadion         | 9.254  |
| TSG Neustrelitz          | Neustrelitz | Parkstadion                     | 7.000  |
| VfB Auerbach             | Auerbach    | VfB-Stadion                     | 5.000  |
| VfB Germania Halberstadt | Halberstadt | Friedensstadion                 | 5.000  |
| VFC Plauen               | Plauen      | Sternquell-Arena                | 12.000 |
| ZFC Meuselwitz           | Meuselwitz  | bluechip-Arena                  | 9.018  |

## Clasificación
- Actualizado el 24 de mayo de 2015

|  |     | Equipo                   | PJ | PG | PE | PP | GF | GC | DG  | PTS |
|  | --- | ------------------------ | -- | -- | -- | -- | -- | -- | --- | --- |
|  | 1.  | 1. FC Magdeburg          | 30 | 20 | 4  | 6  | 68 | 24 | +44 | 64  |
|  | 2.  | FSV Zwickau              | 30 | 17 | 10 | 3  | 49 | 21 | +28 | 61  |
|  | 3.  | FSV Wacker 90 Nordhausen | 30 | 17 | 6  | 8  | 49 | 38 | +11 | 54  |
|  | 4.  | FC Carl Zeiss Jena       | 30 | 14 | 9  | 7  | 54 | 39 | +15 | 51  |
|  | 5.  | Dynamo de Berlín         | 30 | 13 | 12 | 5  | 38 | 28 | +10 | 51  |
|  | 6.  | Berliner AK 07           | 30 | 14 | 3  | 13 | 40 | 39 | +1  | 45  |
|  | 7.  | Hertha Berlín II         | 30 | 12 | 7  | 11 | 51 | 43 | +8  | 43  |
|  | 8.  | Union Berlín II          | 30 | 13 | 3  | 14 | 54 | 50 | +4  | 42  |
|  | 9.  | VfB Germania Halberstadt | 30 | 12 | 5  | 13 | 49 | 45 | +4  | 41  |
|  | 10. | TSG Neustrelitz          | 30 | 11 | 6  | 13 | 46 | 42 | +4  | 39  |
|  | 11. | SV Babelsberg 03         | 30 | 8  | 11 | 11 | 34 | 34 | 0   | 35  |
|  | 12. | VfB Auerbach             | 30 | 10 | 4  | 16 | 29 | 58 | -29 | 34  |
|  | 13. | FSV Budissa Bautzen      | 30 | 7  | 10 | 13 | 26 | 40 | -14 | 31  |
|  | 14. | BFC Viktoria 1889        | 30 | 6  | 8  | 16 | 30 | 51 | -21 | 26  |
|  | 15. | ZFC Meuselwitz           | 30 | 6  | 8  | 16 | 30 | 54 | -24 | 26  |
|  | 16. | VFC Plauen               | 30 | 4  | 8  | 18 | 18 | 59 | -41 | 20  |

| Legende |                                                           |
|         | Clasifica para el Play-Off de ascenso por 3. Liga 2015/16 |
|         | Posible descenso a Oberliga 2015/16                       |
|         | Desciende a Oberliga 2015/16                              |
|         | Desciende por insolvencia                                 |

## Cuadro de resultados
| 2014/15                  | MGB | UNB | BAK | VKB | BFC | CZJ | BDB | WKN | ZWK | HBS | BBB | NEU | AUB | GMH | PLA | MSW |
| ------------------------ | --- | --- | --- | --- | --- | --- | --- | --- | --- | --- | --- | --- | --- | --- | --- | --- |
| 1. FC Magdeburg          | -   | 3:2 | 1:0 | 1:2 | 1:1 | 3:0 | 2:0 | 1:1 | 0:0 | 2:1 | 1:0 | 1:2 | 3:0 | 4:0 | 5:0 | 3:0 |
| 1. FC Union Berlin II    | 2:3 | -   | 2:0 | 2:3 | 0:1 | 3:1 | 1:1 | 0:1 | 3:3 | 1:1 | 3:1 | 1:3 | 4:0 | 0:3 | 1:0 | 4:1 |
| Berliner AK 07           | 2:1 | 2:0 | -   | 5:0 | 1:3 | 1:2 | 0:0 | 1:0 | 2:3 | 0:3 | 1:0 | 0:3 | 3:1 | 1:0 | 1:4 | 3:0 |
| BFC Viktoria 1889        | 0:1 | 2:3 | 0:2 | -   | 1:3 | 0:0 | 0:1 | 1:2 | 2:4 | 1:3 | 1:1 | 0:2 | 0:0 | 0:2 | 3:0 | 1:1 |
| Dynamo de Berlín         | 0:1 | 1:3 | 0:0 | 1:1 | -   | 3:1 | 1:1 | 0:2 | 0:0 | 0:3 | 1:0 | 4:2 | 0:0 | 3:2 | 2:1 | 3:1 |
| FC Carl Zeiss Jena       | 0:4 | 3:0 | 0:0 | 3:1 | 1:1 | -   | 2:1 | 1:1 | 0:2 | 4:1 | 1:1 | 2:2 | 4:0 | 1:0 | 5:0 | 1:1 |
| FSV Budissa Bautzen      | 0:6 | 0:2 | 1:0 | 2:2 | 0:2 | 0:1 | -   | 1:2 | 0:1 | 1:0 | 2:0 | 2:2 | 2:1 | 1:1 | 3:0 | 2:1 |
| FSV Wacker 90 Nordhausen | 0:5 | 4:0 | 4:0 | 3:2 | 0:0 | 1:2 | 3:2 | -   | 0:3 | 2:1 | 1:0 | 2:1 | 3:0 | 2:0 | 4:0 | 2:0 |
| FSV Zwickau              | 1:0 | 0:3 | 3:0 | 3:0 | 0:0 | 2:1 | 0:0 | 3:0 | -   | 3:2 | 1:1 | 1:0 | 4:0 | 1:2 | 0:0 | 1:1 |
| Hertha BSC II            | 1:4 | 3:2 | 2:1 | 1:2 | 5:2 | 2:2 | 4:1 | 1:0 | 0:0 | -   | 1:1 | 1:1 | 6:0 | 3:1 | 0:1 | 1:0 |
| SV Babelsberg 03         | 1:2 | 3:2 | 2:0 | 0:0 | 0:0 | 2:2 | 1:1 | 2:2 | 1:2 | 3:0 | -   | 1:0 | 1:1 | 1:5 | 0:0 | 3:0 |
| TSG Neustrelitz          | 0:1 | 3:2 | 1:2 | 1:2 | 0:0 | 1:3 | 2:0 | 4:0 | 0:0 | 4:2 | 1:0 | -   | 2:4 | 3:2 | 0:1 | 3:0 |
| VfB Auerbach             | 2:1 | 0:1 | 1:3 | 1:0 | 0:1 | 1:4 | 2:1 | 4:2 | 0:2 | 2:0 | 2:1 | 2:1 | -   | 1:0 | 0:2 | 3:3 |
| VfB Germania Halberstadt | 4:2 | 1:3 | 2:5 | 2:0 | 0:3 | 2:1 | 0:0 | 1:1 | 3:1 | 1:1 | 0:2 | 2:1 | 2:0 | -   | 6:1 | 0:2 |
| VFC Plauen               | 2:2 | 1:4 | 0:3 | 0:2 | 1:2 | 1:3 | 0:0 | 0:2 | 0:4 | 1:1 | 0:2 | 0:0 | 0:1 | 0:0 | -   | 0:0 |
| ZFC Meuselwitz           | 0:4 | 2:0 | 0:1 | 1:1 | 0:0 | 2:3 | 1:0 | 2:2 | 0:1 | 0:1 | 1:3 | 4:1 | 2:0 | 1:5 | 3:2 | -   |

### Campeón
|                                                                        |
| 1. FC Magdeburg 1.er Título Clasifica a la eliminatoria por la 3. Liga |

## Eliminatoria de ascenso
| 27 de mayo de 2015, 19:00 | 1. FC Magdeburg | 1:0 (1:0) | Kickers Offenbach | MDCC-Arena, Magdeburgo                                     |                                                            |
|                           | N. Hebisch 40'  | Reporte   |                   | Asistencia: 23.139 espectadores Árbitro(s): Martin Thomsen | Asistencia: 23.139 espectadores Árbitro(s): Martin Thomsen |

| 31 de mayo de 2015, 14:00 | Kickers Offenbach | 1:3 (1:2) | 1. FC Magdeburg                                 | Sparda-Bank-Hessen-Stadion, Offenbach                          |                                                                |
|                           | D. Mangafic 24'   | Reporte   | F. Schiller 32' · L. Fuchs 36' · N. Hebisch 53' | Asistencia: 18.500 espectadores Árbitro(s): Norbert Grudzinski | Asistencia: 18.500 espectadores Árbitro(s): Norbert Grudzinski |

## Goleadores
- Actualizado el 28 de mayo de 2015

| Pos. | Jugador               | Equipo                   | Goles | Partidos | Media | Penalti |
| ---- | --------------------- | ------------------------ | ----- | -------- | ----- | ------- |
| 1°   | Christian Beck        | 1. FC Magdeburg          | 20    | 31       | 0.64  | 0       |
| 2°   | Tugay Uzan            | Union Berlín II          | 16    | 27       | 0.59  | 1       |
| 3°   | Velimir Jovanović     | FC Carl Zeiss Jena       | 15    | 27       | 0.55  | 0       |
| 4°   | Telmo Teixeira-Rebelo | VfB Germania Halberstadt | 14    | 28       | 0.5   | 0       |
| 5°   | Karim Benyamina       | Berliner AK 07           | 11    | 23       | 0.47  | 2       |
| 6°   | Thiago Rockenbach     | Hertha BSC II            | 11    | 27       | 0.40  | 3       |
| 7°   | Lars Fuchs            | 1. FC Magdeburg          | 10    | 27       | 0.37  | 0       |
| 8°   | Nico Hammann          | 1. FC Magdeburg          | 10    | 30       | 0.33  | 5       |
| 9°   | Manuel Farrona-Pulido | FSV Wacker 90 Nordhausen | 9     | 26       | 0.34  | 0       |
| 10°  | Oliver Genausch       | FSV Zwickau              | 9     | 28       | 0.32  | 0       |